# 南陽相互銀行11万ドル詐欺事件

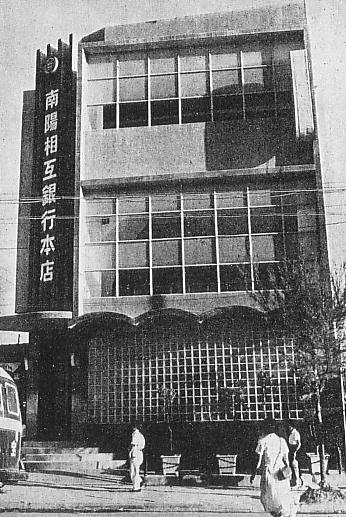
不正引き出しの舞台となった南陽相互銀行本店

南陽相互銀行11万ドル詐欺事件（なんようそうごぎんこう11まんドルさぎじけん）とは、アメリカ占領下の沖縄で発生した詐欺事件。

## 事件の発覚
1965年3月18日、松岡政保主席夫人が那覇警察署に、南陽相互銀行（現在の沖縄銀行の前身のひとつ）の自分の当座預金2万ドルが不正に引き出されていると訴えた。調べたところ、実印が使われていたことから内部犯行の疑いが強まり、事件直後に銀行を辞めていた元預金係を取り調べたところ、犯行を自白したことから直ちに逮捕された。
その後の調べで、主席夫人の被害の他にも余罪が発覚し、最終的な被害総額は11万ドルに及んだ。

## 裁判
元預金係は起訴されたが、裁判が始まると自分の上司の指示でやったと主張し、公判中にもかかわらず上司を告訴した。しかし、そのような事実はなく、逆に誣告罪で追起訴され、最終的に懲役10年の判決が下った。
判決で裁判官は、「人は罪を犯せば反省するのが当然だが、被告は反省の色は全く無いばかりか、自分の罪を逃れようとして上司の命令で犯行に及んだと言っている。しかし、あらゆる証拠から見ても被告だけの犯行だ。」と指摘。「10年の刑でも軽すぎるくらいだ」と厳しく断罪した。